# جاك سانتي
جاك سانتي (بالفرنسية: Jacques Santi)‏
```
هو 
مخرج
 
وممثل
 
فرنسي
، ولد في 
11 مارس
 
1939
 في 
باريس
 في 
فرنسا
، وتوفي بنفس المكان في 
29 مارس
 
1988
.
[
2
]
[
3
]
```

## وصلات خارجية
- جاك سانتي على موقع IMDb (الإنجليزية)
- جاك سانتي على موقع ألو سيني (الفرنسية)
- جاك سانتي على موقع أول موفي (الإنجليزية)
- جاك سانتي على موقع قاعدة بيانات الأفلام السويدية (السويدية)
- جاك سانتي على موقع قاعدة بيانات الفيلم (الإنجليزية)
- جاك سانتي على موقع كينوبويسك (الروسية)